# 塔塔兒台
塔塔儿台（1235年？—1276年？），元朝札剌亦儿氏，祖父是木华黎之弟、孔温窟哇第三子带孙郡王（一说是孔温窟哇第四子不合）。父亲忙哥。
1259年，蒙古大汗蒙哥去世，塔塔儿台奉命护灵驾赴北，途中被为阿里不哥所拘留。后来经诸王阿速台营救，才幸免遇害。至元元年（1264年）跟随阿速台归附忽必烈，授怀远大将军，世袭东平路达鲁花赤。四十二岁时去世。有四子，包括只必、秃不申。